# Avola (British Columbia)
Avola ist eine unincorporated community in der Region Thompson Country im Osten der kanadischen Provinz British Columbia. Die ehemalige Fährstation liegt am Westufer des North Thompson River, unmittelbar nördlich der Mündung des Avola Creek. Abseits des BC Highway 5 gelegen, ist die Siedlung etwa 190 Straßenkilometer in Richtung Nord von Kamloops und 40 Straßenkilometer in Richtung Süd von Blue River entfernt.

## Namensherkunft
Das gesamte Gebiet mit einer Ausdehnung von etwa 26 km war 50 Jahre lang als Stillwater Flat bekannt, bevor die neue Station 1913 von der Canadian Northern Railway (CNoR) nach der sizilianischen Stadt Avola benannt wurde. Seit der Eröffnung des Postamtes im selben Jahr wurde ein einzigartiger Name gesucht, um die Verwechslung mit anderen Stillwaters zu vermeiden. Es ist unklar, wer diesen Namen erstmals vorschlug. Die früheste Erwähnung des neuen Namens in der Zeitung findet sich im August 1913.

## Ältere Siedlung
Harry F. Hardy, der 1909 in die Gegend kam, befuhr die Strecke Chu Chua–Vavenby von 1911 bis 1913, gelegentlich bis auch nach Wire Cache. Das erste Geschäft wurde von W. C. („Charlie“) Fowler eröffnet, dem von 1913 bis 1938 eingesetzten ersten Vorsteher des Postamtes. Charlies Bruder Edmund („Ed“) stieg als Partner in das Geschäft ein (an der Westseite gegenüber der Poststation und unmittelbar südlich der Siedlung, die später errichtet wurde).
Bis in die frühen 1920er Jahre existierte ein Gemeindehaus. Eva Lawrence war 1925 die erste Lehrerin; die Schule war in einem Gebäude untergebracht, das von Wire Cache hierher transportiert wurde.:1 Etwa zur selben Zeit baute Charlie Fowler das Avola House, ein Hotel bzw. eine Pension. Der Gemischtwarenladen wurde 1928 durch einen Brand zerstört.
Das neue hölzerne Gemeindehaus wurde 1937 eröffnet;:2 das Avola House wurde zwei Jahre später geschlossen.
Ein neues Schulgebäude wurde 1941 eröffnet; der Gemischtwarenladen wurde erneut durch einen Brand zerstört. Eine Einklassenschule mit Lehrerwohnung wurde 1949 errichtet. Auf der Straßenseite gegenüber dem Gemischtwarenladen brannte das Avola House im folgenden Jahr nieder.
Im Lauf der Jahre 1959 und 1960 wurde das Gemeindehaus renoviert.
Ein Brand zerstörte 1962 abermals den Gemischtwarenladen. Eine Telefonvermittlung der BC Tel wurde 1967 eröffnet. Im Folgejahr öffnete das Topaze Restaurant. Im selben Jahr wurde die Gegend durch eine Stromleitung der BC Hydro elektrifiziert, und die vier bis dahin Avola mit Strom versorgenden Dieselaggregate wurden außer Betrieb genommen.
Das Motel öffnete 1970. Während einer Wetterlage mit Nebel und Regen gab es 1976 eine Notlandung eines Kleinflugzeugs auf einer Heuwiese. Es wurde aber weder Schaden angerichtet, noch gab es Verletzte.
Eine öffentliche Bibliothek öffnete 1983 ihre Pforten, aber im darauffolgenden Jahr wurde die Schule geschlossen.

## Verkehr

### Eisenbahn
Bei Einstellung des Russisch-Amerikanischen Telegraphenprojektes in den 1860er Jahren verschwanden einige Rollen mit Kupferkabel. Der Ort, der als Wire Cache bekannt wurde, befand sich am Südende der Stillwater Flats. Während der Vermessungen durch die Canadian Northern Railway (CNoR) fanden die Ingenieure 450 t dieser Kabel, was nach Einrichtung der Bahnverbindung wirtschaftlich relevant wurde. Im April 1914 passierte der östliche Vortrieb der Eisenbahnstrecke Avola.
Die Überholspur der eigentlich eingleisigen Strecke in Avola hatte 1916 eine Länge von 900 m, was später bis auf eine Länge von 6,6 km ausgebaut wurde.
Als die Bahnstation und der Wasserturm 1920 durch umherfliegende Glut aus einem Waldbrand bedroht wurden, wurde die Strecke per Bahn mit Wasser getränkt, und die durchfahrenden Züge wurden zunächst per Wasserturmkran begossen.
Beim Zusammenstoß mit einem Personenzug der Canadian National Railway (CN) wurde ein Mann 1923 bei Messiter verletzt und erlag Stunden später diesen Verletzungen. Ein weiterer Unfall ereignete sich 1938 beim Zusammenstoß eines Kinderschlittens mit einem Güterzug; fünf Kinder mussten ins Krankenhaus gebracht werden. Ein ostwärts verkehrender Personenzug verspätete sich 1942, als er trotz einer roten Warnflagge auf einen anderen haltenden Personenzug, welcher Wasser aufnahm, auf dessen Aussichtswagen am Schluss des Zuges auffuhr. Es gab drei Tote und 35 Verletzte, welch letztere mithilfe der beiden aus Kamloops entsandten Rettungswagen in das dortige Krankenhaus eingeliefert wurden. Im Anerkennung der Hilfeleistung erneuerte die CN den Ankunftsbereich des Krankenhauses, das diese Flut von Patienten aufgenommen hatte. Ein Freighthopper stürzte 1947 von einem westwärts verkehrenden Kesselwagen zu Tode. Bei einem Zusammenstoß mit einem Personenzug auf dem Bahnübergang wurde ein Lastwagen 1949 vom Gleis geschleudert; der Fahrer des Lkw starb auf dem Weg ins Krankenhaus. Ein Raupenfahrzeug der CN pflügte 1954 durch die Straßenbrücke an der Bahnstation.
Der Wasserturm der CN wurde 1960 abgerissen. Bei einer Entgleisung eines Güterzugs bei Cottonwood Flats wurde 1961 Weizen quer über die Straße verstreut. Bei der Kollision eines Bauwagens mit einem Güterzug kam 1969 ein Bahnwärter ums Leben. Einige Monate später entgleisten 16 Wagen eines westwärts verkehrenden Güterzuges, ebenso 1972 zwei Lokomotiven und 38 Wagen eines gleichfalls westwärts verkehrenden Güterzuges. Als einen Monat später ein westwärts verkehrender Personenzug mit einem Schlitten nahe Vanenby zusammenstieß, entgleisten drei Lokomotiven und zwei Wagen. Die in den anderen Wagen verbliebenen Passagiere wurden nach Avola zurückgebracht, von wo aus die Reisenden per Bus weiter transportiert wurden.
In den frühen 1980er Jahren wurden die Gebäude entfernt und der Stationsvorsteher abgezogen. Im selben Zeitraum kam es 1980 zum Entgleisen von 18 Wagen eines westwärts verkehrenden Kohletransports. Zwei Jahre später, 1982, entgleiste ein weiterer Güterzug und verbreitete dabei Schwefel, der einen Monat nach dem Unfall einen Brand auslöste.
Als 2005 elf Wagen eines Zuges mit 92 Containern entgleiste, wurde deren Inhalt verstreut und das Gleis in Stücke gerissen. Zwei Monate später entgleisten zwei Frachtwagen und zwei Lokomotiven, von denen die führende die Böschung herabstürzte.
| Offizieller Fahrplan der CN und Fahrplan der VIA Rail Canada (Regulärer Halt oder Bedarfshalt) | Offizieller Fahrplan der CN und Fahrplan der VIA Rail Canada (Regulärer Halt oder Bedarfshalt) | Offizieller Fahrplan der CN und Fahrplan der VIA Rail Canada (Regulärer Halt oder Bedarfshalt) | Offizieller Fahrplan der CN und Fahrplan der VIA Rail Canada (Regulärer Halt oder Bedarfshalt) | Offizieller Fahrplan der CN und Fahrplan der VIA Rail Canada (Regulärer Halt oder Bedarfshalt) | Offizieller Fahrplan der CN und Fahrplan der VIA Rail Canada (Regulärer Halt oder Bedarfshalt) | Offizieller Fahrplan der CN und Fahrplan der VIA Rail Canada (Regulärer Halt oder Bedarfshalt) | Offizieller Fahrplan der CN und Fahrplan der VIA Rail Canada (Regulärer Halt oder Bedarfshalt) | Offizieller Fahrplan der CN und Fahrplan der VIA Rail Canada (Regulärer Halt oder Bedarfshalt) | Offizieller Fahrplan der CN und Fahrplan der VIA Rail Canada (Regulärer Halt oder Bedarfshalt) | Offizieller Fahrplan der CN und Fahrplan der VIA Rail Canada (Regulärer Halt oder Bedarfshalt) | Offizieller Fahrplan der CN und Fahrplan der VIA Rail Canada (Regulärer Halt oder Bedarfshalt) | Offizieller Fahrplan der CN und Fahrplan der VIA Rail Canada (Regulärer Halt oder Bedarfshalt) | Offizieller Fahrplan der CN und Fahrplan der VIA Rail Canada (Regulärer Halt oder Bedarfshalt) | Offizieller Fahrplan der CN und Fahrplan der VIA Rail Canada (Regulärer Halt oder Bedarfshalt) | Offizieller Fahrplan der CN und Fahrplan der VIA Rail Canada (Regulärer Halt oder Bedarfshalt) | Offizieller Fahrplan der CN und Fahrplan der VIA Rail Canada (Regulärer Halt oder Bedarfshalt) | Offizieller Fahrplan der CN und Fahrplan der VIA Rail Canada (Regulärer Halt oder Bedarfshalt) |
|                                                                                                | Kilometer                                                                                      | 1916                                                                                           | 1923                                                                                           | 1927                                                                                           | 1933                                                                                           | 1938                                                                                           | 1943                                                                                           | 1947                                                                                           | 1950                                                                                           | 1956                                                                                           | 1960                                                                                           | 1963                                                                                           | 1965                                                                                           | 1971                                                                                           | 1976                                                                                           | 1980                                                                                           | 1982                                                                                           |
| ---------------------------------------------------------------------------------------------- | ---------------------------------------------------------------------------------------------- | ---------------------------------------------------------------------------------------------- | ---------------------------------------------------------------------------------------------- | ---------------------------------------------------------------------------------------------- | ---------------------------------------------------------------------------------------------- | ---------------------------------------------------------------------------------------------- | ---------------------------------------------------------------------------------------------- | ---------------------------------------------------------------------------------------------- | ---------------------------------------------------------------------------------------------- | ---------------------------------------------------------------------------------------------- | ---------------------------------------------------------------------------------------------- | ---------------------------------------------------------------------------------------------- | ---------------------------------------------------------------------------------------------- | ---------------------------------------------------------------------------------------------- | ---------------------------------------------------------------------------------------------- | ---------------------------------------------------------------------------------------------- | ---------------------------------------------------------------------------------------------- |
|                                                                                                | [ 62 ]                                                                                         | [ 63 ]                                                                                         | [ 64 ]                                                                                         | [ 65 ]                                                                                         | [ 66 ]                                                                                         | [ 67 ]                                                                                         | [ 62 ]                                                                                         | [ 68 ]                                                                                         | [ 69 ]                                                                                         | [ 70 ]                                                                                         | [ 71 ]                                                                                         | [ 72 ]                                                                                         | [ 73 ]                                                                                         | [ 74 ]                                                                                         | [ 75 ]                                                                                         | [ 76 ]                                                                                         | [ 77 ]                                                                                         |
| Vavenby                                                                                        | 4150,50                                                                                        | Regulär                                                                                        | Regulär                                                                                        | Regulär                                                                                        |                                                                                                |                                                                                                | Bedarf                                                                                         |                                                                                                | Bedarf                                                                                         | Bedarf                                                                                         | Bedarf                                                                                         | Bedarf                                                                                         | a)                                                                                             | a)                                                                                             | a)                                                                                             | a)                                                                                             |                                                                                                |
| Irvine                                                                                         | 4141,00                                                                                        | Regulär                                                                                        | Regulär                                                                                        | Regulär                                                                                        |                                                                                                |                                                                                                | Bedarf                                                                                         |                                                                                                | Bedarf                                                                                         | Bedarf                                                                                         | Bedarf                                                                                         |                                                                                                |                                                                                                |                                                                                                |                                                                                                |                                                                                                |                                                                                                |
| Wabron                                                                                         | 4131,67                                                                                        |                                                                                                |                                                                                                |                                                                                                |                                                                                                |                                                                                                | Bedarf                                                                                         |                                                                                                | Bedarf                                                                                         | Bedarf                                                                                         | Bedarf                                                                                         | Bedarf                                                                                         |                                                                                                |                                                                                                |                                                                                                |                                                                                                |                                                                                                |
| McMurphy                                                                                       | 4125,39                                                                                        | Regulär                                                                                        | Regulär                                                                                        | Regulär                                                                                        |                                                                                                |                                                                                                | Bedarf                                                                                         |                                                                                                | Bedarf                                                                                         | Bedarf                                                                                         | Bedarf                                                                                         | Bedarf                                                                                         |                                                                                                |                                                                                                |                                                                                                |                                                                                                |                                                                                                |
| Wire Cache                                                                                     | 4113,16                                                                                        |                                                                                                |                                                                                                | Regulär                                                                                        |                                                                                                |                                                                                                | Bedarf                                                                                         |                                                                                                | Bedarf                                                                                         | Bedarf                                                                                         | Bedarf                                                                                         |                                                                                                |                                                                                                |                                                                                                |                                                                                                |                                                                                                |                                                                                                |
| Avola                                                                                          | 4105,11                                                                                        |                                                                                                | Regulär                                                                                        | Regulär                                                                                        | Regulär                                                                                        | Regulär                                                                                        | Bedarf                                                                                         | Beide                                                                                          | Beide                                                                                          | Beide                                                                                          | Beide                                                                                          | Beide                                                                                          | a)                                                                                             | a)                                                                                             | a)                                                                                             | a)                                                                                             |                                                                                                |
| Cottonwood Flats                                                                               | 4095,46                                                                                        | Regulär                                                                                        |                                                                                                | Regulär                                                                                        |                                                                                                |                                                                                                | Bedarf                                                                                         |                                                                                                | Bedarf                                                                                         | Bedarf                                                                                         | Bedarf                                                                                         |                                                                                                |                                                                                                |                                                                                                |                                                                                                |                                                                                                |                                                                                                |
| Messiter                                                                                       | 4087,09                                                                                        | Regulär                                                                                        | Regulär                                                                                        | Regulär                                                                                        |                                                                                                |                                                                                                | Bedarf                                                                                         |                                                                                                | Bedarf                                                                                         | Bedarf                                                                                         | Bedarf                                                                                         | Bedarf                                                                                         |                                                                                                |                                                                                                |                                                                                                |                                                                                                |                                                                                                |
| Wolfenden                                                                                      | 4078,40                                                                                        |                                                                                                | Regulär                                                                                        | Regulär                                                                                        |                                                                                                |                                                                                                | Bedarf                                                                                         |                                                                                                | Bedarf                                                                                         | Bedarf                                                                                         | Bedarf                                                                                         | Bedarf                                                                                         |                                                                                                |                                                                                                |                                                                                                |                                                                                                |                                                                                                |
| Trout Creek                                                                                    | 4072,28                                                                                        | Regulär                                                                                        |                                                                                                |                                                                                                |                                                                                                |                                                                                                |                                                                                                |                                                                                                |                                                                                                |                                                                                                |                                                                                                |                                                                                                |                                                                                                |                                                                                                |                                                                                                |                                                                                                |                                                                                                |
| Angushorn                                                                                      | 4072,28                                                                                        |                                                                                                |                                                                                                |                                                                                                |                                                                                                |                                                                                                | Bedarf                                                                                         |                                                                                                | Bedarf                                                                                         | Bedarf                                                                                         | Bedarf                                                                                         | Bedarf                                                                                         |                                                                                                |                                                                                                |                                                                                                |                                                                                                |                                                                                                |
| Blue River                                                                                     | 4065,20                                                                                        | Regulär                                                                                        | Regulär                                                                                        | Regulär                                                                                        | Regulär                                                                                        | Regulär                                                                                        | Regulär                                                                                        | Regulär                                                                                        | Regulär                                                                                        | Regulär                                                                                        | Regulär                                                                                        | Regulär                                                                                        | Regulär                                                                                        | Regulär                                                                                        | Regulär                                                                                        | Regulär                                                                                        |                                                                                                |

### Fähre, Brücken und Straßen
In den späten 1890er Jahren galt die Strecke Kamloops–Little Fort als gute Wagenstraße, jenseits derer sich ein Trail für Lasttiere bis nach Stillwater Flat erstreckte. Bis 1911 wurde der Trail ebenfalls zur Wagenstraße ausgebaut.
Obwohl 1913–14 die Einrichtung einer subventionierten Kabelfähre erwartet wurde, konnte bis 1922 keine kostenlose Gierseilfähre installiert werden.
Die saisonal nutzbare Straße wurde bis 1919 für „gut“ befunden und bis 1926 für „ziemlich gut“. Zu dieser Zeit trennte sie eine Lücke von 110 km von der ganzjährig passierbaren Straße von Albreda nach Jasper. Viele Jahre lang wurden jedoch Fahrzeuge mithilfe von Tiefladewagen der CN über den Abschnitt Albreda–Jasper transportiert.
Der Abschnitt Avola–Blue River des Highways wurde 1930 dem Verkehr übergeben. Der Fährbetrieb wurde 1938 eingestellt.
In den frühen 1940er Jahren wurde die verbliebene Lücke nördlich von Blue River geschlossen. Nördlich von Avola wurde die Straße über eine Gerüstkonstruktion entlang der Klippe über die Bahnstrecke an der Westseite von Little Hell's Gate geführt. Von den späten 1940er bis zu den späten 1950er Jahren existierte die Mengie Bridge zur Insel im Fluss, wo eine Sägemühle betrieben wurde.
Der Highway wurde 1966 nordostwärts bis Avola asphaltiert. Um den Highway nordwärts von der Westseite des Flusses auf die Ostseite neu zu trassieren, wurde die Brückenplanung 1967 an Hans Mordhorst vergeben und der eigentliche Bau der Stahlkonstruktion 1968 an A.I.M. Steel.
Das Busunternehmen Yellowhead Coach Lines kaufte 1958 die North River Coach Lines und erweiterte das Linienangebot 1964 nordostwärts von Vavenby nach Avola auf drei Tage pro Woche. Im Folgejahr erwarb B.C. Coach Lines das Unternehmen.
Die Oberfläche des Highways wurde 2001 erneuert.
Vor der Einstellung aller Verbindungen innerhalb der Provinz 2018 reduzierte Greyhound Canada bereits 2013 das Angebot von zwei auf eine Verbindung täglich zu Halten wie Avola. Die Linie Kamloops–Edmonton der Thompson Valley Charters hält in Avola.

## Forstwirtschaft
Zwar brachte nicht allein der Holzeinschlag Menschen in die Gegend,:1 doch war dies für Avola der primäre Wirtschaftszweig. Stillwater Lumber & Shingle gründete 1917 eine Sägemühle zur Produktion von Schindeln. Gimhart & Upper, welche die Sägemühle 1926 erwarben, setzten frühere Pläne der Errichtung einer neuen Sägemühle in die Tat um, nachdem ein Brand die alte Mühle Monate nach dem Kauf zerstörte. Die Mühle wurde wahrscheinlich bis Mitte der 1930er Jahre betrieben.
Mitte der 1940er Jahre gründete Blue River Logging die Avola Mills. Die Unternehmensstruktur wurde 1951 verändert. Bis in die späten 1950er Jahre als Diamond Mills bezeichnet, verkaufte Ray Gould den Betrieb 1961 an ein Syndikat aus British Columbia.
Weyerhaeuser akquirierte 1965 die Merritt Diamond Mills, zu welchen die Mühle in Avola gehörte. Ein Angestellter starb 1969 bei einem Brand der Arbeiterunterkunft.
Die Sägemühle der KP Wood Products in Avola wurde 1972 geschlossen.

## Spätere Siedlung
Ein Brand zerstörte 2000 das Postamt und das Topaze Restaurant. Im Folgejahr wurde der Gemischtwarenladen in eine Kiez-Kneipe umgewandelt. Um 2005 schloss die Bibliothek, und das selten genutzte Schulhaus wurde an den Thompson-Nicola Regional District für 1 CA$ zur Nutzung als Gemeindehaus übereignet.
Ein möglicher Schaden der Holzwände des früheren einräumigen Schulhauses durch den Andruck von Sand führte zu Meinungsverschiedenheiten unter den weniger als 60 Einwohnern der Gemeinde. Die Befürchtungen waren jedoch unbegründet. Die private Naturschutzorganisation Nature Conservancy of Canada erwarb 2015 3 ha Feuchtgebiet und Wald, um geschützte Laichplätze für Lachse zu etablieren.
Die jüngste Beerdigung auf dem kleinen Friedhof fand 2024 statt. Im selben Jahr war eine Kampagne zur Erhaltung der Betonfundamente erfolgreich, auf denen einst die Generatoren, die Avola mit Strom versorgten, standen. Vor langer Zeit war ein Leichtflugzeug, das die Orientierung verloren hatte, anhand der Lichter von Avola wieder auf Kurs gekommen.
Seit 2003 sind mehrere Wiedersehens-Wochenenden in Avola veranstaltet worden.
Die mobile Regional-Bibliothek versorgt auch die Gemeinde, doch das Postamt (betrieben bis 2022) wurde bereits geschlossen. Zu den aktuellen Einrichtungen zählen das Avola Mountain Motel, der Log Inn Pub, der Avola Campground und eine Tankstelle mit einem kleinen Gemischtwarenladen. Die Forstwirtschaft bildet nach wie vor den primären Wirtschaftszweig.

## Landkarten
- Rand McNally BC map. In: www.davidrumsey.com. 1925 (englisch).
- Standard Oil BC map. In: www.davidrumsey.com. 1937 (englisch).
- Shell BC map. In: www.davidrumsey.com. 1956 (englisch).